# Rostbröstad karstgärdsmyg
Rostbröstad karstgärdsmyg (Hylorchilus sumichrasti) är en fågel i familjen gärdsmygar inom ordningen tättingar.

## Utbredning och systematik
Fågeln förekommer i låglänta områden i södra Mexiko (Veracruz, Puebla och intilliggande norra Oaxaca). Den behandlas som monotypisk, det vill säga att den inte delas in i några underarter.

## Status
IUCN kategoriserar arten som nära hotad.

## Namn
Fågelns vetenskapliga artnamn hedrar Adrien Louis Jean François Sumichrast (1828-1882), schweizisk naturforskare och samlare av specimen bosatt i Mexiko 1855-1882.